# اصل اثر مضاعف
اصل اثر مضاعف (به انگلیسی: principle of double effect)، دفاع از مجموعه‌ای از معیارهای اخلاقی است که فیلسوفان مسیحی برای ارزیابی جواز عمل در زمانی که عمل مشروع شخص ممکن است باعث ایجاد اثری شود که درحالت عادی از ارتکاب به آن عمل اجتناب می‌کند. اولین مثال شناخته‌شده از استدلال اثر مضاعف، نگاه توماس آکویناس در مورد دفاع از خودکشی، در مدخل الهیات است.
این مجموعه معیارهایی را بیان می‌کند که در آن اگر عملی دارای اثرات زیان‌بار تلق شود، و عملاً از اثر خوب قابل تفکیک نباشد، در صورتی که موارد زیر درست باشد، قابل توجیه است:
- ماهیت عمل به خودی خود خوب است، یا حداقل از نظر اخلاقی خنثی است.
- فاعل قصد حسنه دارد و منکر اثر بد نیست، چه وسیله‌ای برای خیر باشد، و چه به‌عنوان هدف فی‌نفسه.
- اثر خوب، در شرایطی که به اندازه کافی جدی باشد، بر اثر بد مورد مصلحت است و عامل برای به حداقل رساندن آسیب دقت لازم را انجام می‌دهد.[۲]

## آسیب عمدی در برابر عوارض جانبی
اصل اثر مضاعف بر این ایده استوار است که از نظر اخلاقی بین پیامد «مقصود» یک عمل و پیامدی که توسط کنش‌گر پیش‌بینی می‌شود - اما برای رسیدن به انگیزه محاسبه نشده‌است - تفاوت اخلاقی وجود دارد. برای مثال، از این اصل استفاده می‌شود که از نظر اخلاقی، بمباران تروریستی غیرجنگجویانی که ممکن است موجب پیروزی در یک جنگ شود مشروع است، درحالی‌که از نظر اخلاقی، یک عملیات بمباران راهبردی که به‌طور مشابهی به غیرجنگجویان آسیب می‌رساند رعایت شود. از آن‌جایی که طرف‌داران اثر مضاعف اعتقاد دارند که بعضی اعمال می‌توانند از نظر اخلاقی متفاوت باشند، توسط نتیجه‌گرایان مورد انتقاد قرار می‌گیرند و پیامدهای اعمال را کاملاً تعیین‌کننده اخلاقی بودن عمل می‌دانند.
طرف‌داران اثر مضاعف در استفاده از تمایز بین قصد، و آینده‌نگری بدون قصد، سه استدلال را بیان می‌کنند:
1. قصد با آینده‌نگری متفاوت است، حتی در مواردی که شخص یک اثر را اجتناب‌ناپذیر پیش‌بینی می‌کند.
2. این‌که می‌توان این تمایز را برای مجموعه‌های خاصی از موارد موجود در اخلاق نظامی (بمباران تروریستی/بمباران استراتژیک)، اخلاق پزشکی (کرانیوتومی/هیسترکتومی)، و اخلاق اجتماعی (اتانازی) اعمال کرد.
3. این تمایز دارای ارتباط، اعتبار یا اهمیت اخلاقی است.

این نظریه شامل چهار شرط است که قبل از مجاز بودن یک عمل باید رعایت شود:
1. شرایط ماهیت عمل. عمل، جدای از شر پیش‌بینی‌شده، باید از نظر اخلاقی خوب باشد، یا بی‌تفاوت.
2. شرط وسیله هدف. اثر بد نباید وسیله‌ای باشد که از طریق آن به اثر خوب دست می‌یابد. اهداف خوب ابزارهای بد را توجیه نمی‌کند.[۳]
3. شرط نیت درست نیت باید فقط دست‌یابی به اثر خوب باشد و اثر بد فقط یک عارضه جانبی ناخواسته باشد. تمام اقدامات منطقی برای جلوگیری یا کاهش اثر بد باید انجام شود.
4. شرط تناسب باید دلیل نسبتاً موجهی برای مجاز بودن تأثیر بد وجود داشته باشد.